# Ereklasse korfbal 2020-2021
De Ereklasse 2020-2021 is de hoogste competitie voor het Nederlandse veldkorfbal. Deze competitie wordt gespeeld via 2 poules, genaamd Ereklasse A en Ereklasse B. In elke poule zitten 6 teams. Elk team speelt 10 wedstrijden in het totale seizoen. Uit beide poules degradeert de onderste club direct. De bovenste 2 teams uit elke poule gaan door naar de kruisfinales. In die kruisfinales speelt de nummer 1 van Ereklasse A tegen de nummer 2 van Ereklasse B en de nummer 1 uit Ereklasse B speelt tegen de nummer 2 van de Ereklasse A. Deze kruisfinales zijn 1 wedstrijd en de beide winnaar spelen de landelijke veldfinale.

## Teams
| Club                    | Ereklasse Poule | Plaats                 | Coach                             |
| ----------------------- | --------------- | ---------------------- | --------------------------------- |
| AKC Blauw-Wit           | A               | Amsterdam              | Gerald Aukes & Mark van der Laan  |
| AW.DTV                  | A               | Amsterdam              | Erwin Dik                         |
| TOP (A)                 | B               | Arnemuiden             | Leon van Belzen & Edwin Coppoolse |
| DeetosSnel              | B               | Dordrecht              | Wouter Blok                       |
| DOS'46                  | B               | Nijeveen               | Edwin Bouman                      |
| DVO/Accountor           | B               | Bennekom               | Richard van Vloten                |
| Fortuna/Delta Logistiek | A               | Delft                  | Ard Korporaal & Damien Folkerts   |
| KZ/Thermo4U             | B               | Koog aan de Zaan       | Dennis Doves                      |
| LDODK/Rinsma Modeplein  | A               | Gorredijk              | Henk Jan Mulder                   |
| PKC/Vertom              | A               | Papendrecht            | Wim Scholtmeijer & Jennifer Tromp |
| TOP/Litta               | B               | Sassenheim             | Leon Braunstahl & Bas Harland     |
| KCC/CK Kozijnen         | A               | Capelle aan den IJssel | Frits Wip                         |

## Seizoen
update van 4 oktober 2020
Ereklasse A
| pos | club                    | gs | w | g | v | pnt | dv | dt | dt |
| --- | ----------------------- | -- | - | - | - | --- | -- | -- | -- |
| 1.  | Fortuna/Delta Logistiek | 5  | 5 | 0 | 0 | 10  | 0  | 0  | 0  |
| 2.  | LDODK/Rinsma Modeplein  | 5  | 4 | 0 | 1 | 8   | 0  | 0  | 0  |
| 3.  | AKC Blauw-Wit           | 5  | 2 | 1 | 2 | 5   | 0  | 0  | 0  |
| 4.  | DOS'46                  | 5  | 2 | 1 | 2 | 5   | 0  | 0  | 0  |
| 5.  | AW.DTV                  | 5  | 1 | 0 | 4 | 2   | 0  | 0  | 0  |
| 6.  | DeetosSnel              | 5  | 0 | 0 | 5 | 0   | 0  | 0  | 0  |

Ereklasse B
| pos | club            | gs | w | g | v | pnt | dv | dt | dt |
| --- | --------------- | -- | - | - | - | --- | -- | -- | -- |
| 1.  | TOP/Litta       | 5  | 5 | 0 | 0 | 10  | 0  | 0  | 0  |
| 2.  | PKC/Vertom      | 5  | 3 | 1 | 1 | 7   | 0  | 0  | 0  |
| 3.  | KZ/Thermo4U     | 5  | 3 | 0 | 2 | 6   | 0  | 0  | 0  |
| 4.  | DVO/Accountor   | 5  | 2 | 1 | 2 | 5   | 0  | 0  | 0  |
| 5.  | TOP (A)         | 5  | 1 | 0 | 4 | 2   | 0  | 0  | 0  |
| 6.  | KCC/CK Kozijnen | 5  | 0 | 0 | 5 | 0   | 0  | 0  | 0  |

## Afwikkeling van het Seizoen
Op 22 april 2021 besloot het KNKV dat de veldcompetitie, na de onderbreking van het zaalseizoen, niet zou worden hervat. Zodoende werd de veldcompetitie niet uitgespeeld.